# Episcada salvinia
Espèce
Episcada salvinia est une espèce d'insectes lépidoptères (papillons) de la famille des Nymphalidae, de la sous-famille des Danainae et du genre Episcada.

## Dénomination
Episcada salvinia a été décrit par Henry Walter Bates en 1864 sous le nom initial d’Ithomia salvinia.

### Sous-espèces
- Episcada salvinia salvinia ; présent au Guatemala.
- Episcada salvinia apia (C. & R. Felder, 1865) (synonyme : Episcada helena Haensch, 1905) ; présent en Colombie et en Équateur[2].
- Episcada salvinia opleri Lamas, 1978 ; présent au Costa Rica
- Episcada salvinia portilla (Maza & Lamas, 1978) ; présent au Mexique[1].

### Nom vernaculaire
Episcada salvinia se nomme Salvinia Clearwing ou Salvin's Ticlear en anglais ou Salvin's Clearwing et Episcada salvinia portilla 'Rusted' Salvin’s Clearwing,.

## Description
Episcada salvinia est un papillon d'une envergure d'environ 44 mm, à l'abdomen mince, aux ailes antérieures beaucoup plus longues que les ailes postérieures et à bord interne très concave.
Les ailes sont transparentes avec de très fines veines et une bordure jaune d'or doré sur le dessus comme sur le revers.

## Écologie et distribution
Episcada salvinia est présent au Mexique, au Costa Rica, au Guatemala, au Panama, en Équateur et en Colombie,.

### Protection
Pas de statut de protection particulier.